# Ophiorrhiza uniflora
Ophiorrhiza uniflora là một loài thực vật có hoa trong họ Thiến thảo. Loài này được Lauterb. & K.Schum. mô tả khoa học đầu tiên năm 1898.